# 王纯 (1918年)
王纯（1918年—2002年），原名王之春，曾用名王春、王志纯，男，直隶（今河北）完县人，中华人民共和国政治人物，曾任北京市人民委员会、北京市人民政府副市长，中共北京市顾问委员会副主任。